# Nomada pygidialis
Nomada pygidialis är en biart som beskrevs av Schwarz 1981. Nomada pygidialis ingår i släktet gökbin, och familjen långtungebin. Inga underarter finns listade i Catalogue of Life.